# Шизофреническая реакция
Шизофрени́ческая реа́кция или шизофре́нная реа́кция (англ. schizophrenic reaction) — реактивно возникающая, психогенно обусловленная психотическая реакция с симптомами шизофрении. Подобное острое психотическое расстройство может возникнуть в связи с психотравмой, сильным стрессом, неблагоприятной жизненной ситуацией; психоз обычно длится несколько дней или недель и бесследно проходит. Шизофренические реакции описаны впервые в 1920 году Е. Поппером.

## Разные значения термина
Под шизофреническими реакциями может пониматься:
- психогенно и соматогенно обусловленные реакции, характеризующиеся шизофреноподобными симптомами;
- шизоидный тип реакции — психогенные и соматогенные реакции у шизоидов;
- шизомания, острые и транзиторные психотические шизоформные реакции у лиц с шизоидным расстройством личности;
- «острая шизофрения»;
- психогенно-невротические реакции с симптомами шизофрении;
- экзогенно (включая и психогенно) спровоцированные психотические приступы, начинающиеся как «острая шизофрения» и развивающиеся у нешизоидных в преморбиде лиц.

## Шизофреническая реакция в DSM
В Диагностическом и статистическом руководстве по психическим расстройствам первого издания (DSM-I) шизофренические реакции описывались как группа психотических реакций, характеризующихся нарушениями в отношениях с действительностью, нарушениями в формировании понятий, а также поведенческими, аффективными и интеллектуальными нарушениями в различных степенях и отношениях.
Выделялись следующие типы шизофренических реакций: простой тип (код 000-x21), гебефренический тип (код 000-x22), кататонический тип (код 000-x23), параноидный тип (код 000-x24), острый недифференцированный тип (код 000-x25), хронический недифференцированный тип (код 000-x26), шизоаффективный тип (код 000-x27), детский тип (код 000-x28), резидуальный тип (код 000-x29).
Позже президиум Американской психиатрической ассоциации принял решение убрать все «шизофренические реакции» из номенклатуры, в итоге в DSM-II (1968) их заменили отдельные формы шизофрении.

## Шизофреническая реакция в МКБ
В международной классификации болезней 9-го пересмотра (МКБ-9) шизофреническая реакция без дополнительных уточнений входила в рубрику 295.9 неуточнённые формы шизофрении. Латентная шизофреническая реакция — в рубрику 295.5 — латентная (вялотекущая, малопрогредиентная) шизофрения.
В адаптированной для использования в Российской Федерации МКБ-10 шизофреническая реакция носит код F21.2. Помимо этого, шизофреническая реакция включается в рубрику F23.2 (острое шизофреноподобное психотическое расстройство).